# دولار ذهبي لمعرض شراء لويزيانا
دولار الذهب لمعرض شراء لويزيانا هو عملة تذكارية صدرت عام 1903. سُكت العملات المعدنية بنوعين، صممها كبير النقاشين في مكتب سك العملة بالولايات المتحدة تشارلز إي. باربر. صدرت القطع لإحياء ذكرى معرض شراء لويزيانا الذي أقيم عام 1904 في سانت لويس؛ حيث صورت مجموعة متنوعة الرئيس السابق توماس جيفرسون، والأخرى الرئيس الذي اغتيل مؤخرًا ويليام ماكينلي. على الرغم من أنها لم تكن أول العملات التذكارية الأمريكية، إلا أنها كانت الأولى المصنوعة من الذهب.
سعى منظمو معرض شراء لويزيانا، الذي من المقرر افتتاحه في عام 1903، إلى الحصول على عملة تذكارية لأغراض جمع التبرعات. وافق الكونغرس على إصدار العملة في عام 1902، سعت سلطات المعرض، بما في ذلك المروج العملاتي فاران زيربي، إلى إصدار العملة بتصميمين، للمساعدة في المبيعات. كان سعر كل صنف 3 دولارات، وهي التكلفة نفسها سواء بيعت كعملة معدنية، أو تركيبها في المجوهرات أو على ملعقة.
لم تُباع العملات المعدنية بشكل جيد، وصُهر معظمها في وقت لاحق. وعد زيربي بدعم سعر إصدار العملات المعدنية، لكنه لم يفعل ذلك لأن الأسعار انخفضت بمجرد إغلاق المعرض (الذي أعيد جدولته إلى عام 1904). لم يؤثر هذا الانخفاض بشكل كبير على مسيرة زيربي المهنية، استمر في الترويج لعملات تذكارية أخرى وأصبح رئيسًا للجمعية الأمريكية لعلم العملات. كما تعافت العُملات المعدنية، واستعادت سعر إصدارها بحلول عام 1915؛ وهي الآن تستحق ما بين بضع مئات إلى عدة آلاف من الدولارات، اعتمادًا على حالتها.

## خلفية
استُكشف جزء كبير من المنطقة القريبة من نهر المسيسيبي من قِبل المستكشفين الفرنسيين في القرنين السابع عشر والثامن عشر. في عام 1682، ادعى رينيه روبرت كافيلير، السيد دي لا سال، أن كامل المنطقة التي يستنزفها النهر تابعة لفرنسا، وأطلق عليها اسم لويزيانا نسبة إلى لويس الرابع عشر. على الرغم من خسارة معظم الأراضي الفرنسية في نصف الكرة الغربي في الحرب الفرنسية والهندية (1756-1763)، فإن حوض نهر المسيسيبي لم ينتقل إلى المنتصرين في تلك الحرب (البريطانيين في المقام الأول) حيث نُقل سراً إلى إسبانيا بموجب معاهدة فونتينبلو عام 1762.
وصل نابليون إلى السلطة في عام 1799. يحلم بإعادة بناء إمبراطورية فرنسية متجددة، تمكن من استعادة أراضي لويزيانا من إسبانيا من خلال المعاهدة الثالثة لسان إلديفونسو في العام التالي، ومن خلال اتفاقيات أخرى. كانت الاتفاقيات سرية في البداية، وعلم بها الرئيس الأمريكي الجديد توماس جيفرسون في عام 1801. خوفًا من إغلاق ميناء نيو أورلينز أمام الشحن الأمريكي، أرسل السيناتور السابق لولاية فرجينيا جيمس مونرو إلى فرنسا لمساعدة الوزير الأمريكي روبرت ليفينغستون في شراء الجزء السفلي من نهر المسيسيبي؛ خصص الكونغرس 2 مليون دولار لهذا الغرض.

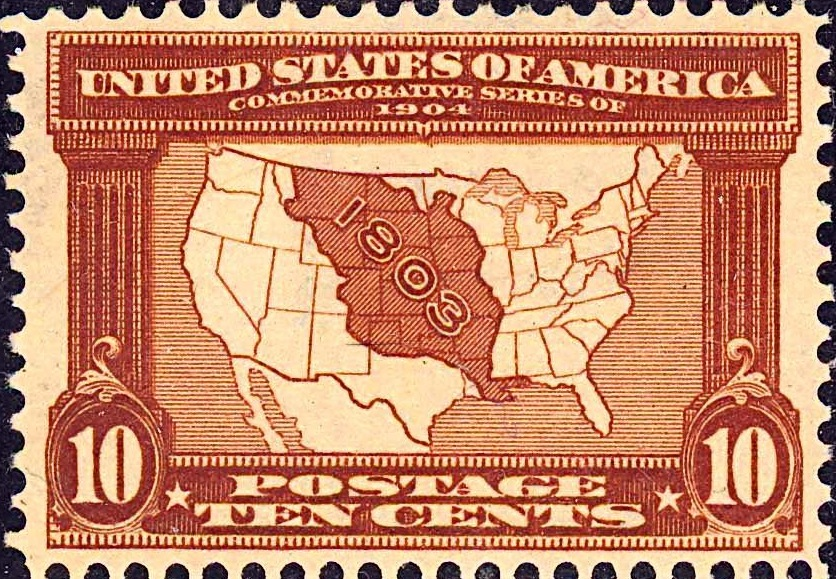
طابع بريدي بقيمة عشرة سنتات صدر لمعرض شراء لويزيانا يظهر الجزء من الولايات المتحدة الذي جاء من شراء لويزيانا

عندما التقى الأميركيون بنابليون، وجدوا أن الإمبراطور كان يرغب في بيع كامل الأراضي، وكان الكثير منها غير موضح على الخرائط ولم يستكشفها الرجال البيض؛ واجه نابليون الهزيمة في ثورة هايتي وكان يخشى أن يحاول البريطانيون الاستيلاء على نيو أورلينز، مما يعني أنه سيخسر لويزيانا دون أي تعويض. بعد بعض المساومة، اتفقوا على سعر قدره 60 مليون فرنك، بالإضافة إلى 20 مليون فرنك أخرى لسداد مطالبات المواطنين الأميركيين ضد فرنسا ـ أي ما مجموعه نحو 15 مليون دولار، دُفعت مقابل نحو 828,500 ميل مربع (2,146,000 كـم2) من الأرض. وقعت المعاهدة في 30 أبريل/نيسان 1803، على الرغم من وجود بعض التساؤلات حول ما إذا كانت هناك سلطة دستورية لمثل هذا الشراء، صادق مجلس الشيوخ الأمريكي على المعاهدة في 20 أكتوبر/تشرين الثاني 1803. استلمت الولايات المتحدة الملكية رسميًا بعد شهرين.
أدى شراء لويزيانا إلى مضاعفة حجم الولايات المتحدة، تُشكل اليوم جزءًا كبيرًا من وسط البلاد. رغبة في تكريم الذكرى المئوية للشراء، أقر الكونغرس تشريعًا يسمح بإقامة معرض؛ ووقع الرئيس ويليام ماكينلي على مشروع القانون في 3 مارس/آذار 1901. اغتيل ماكينلي في سبتمبر/أيلول من ذلك العام.

## تحضير
وافق على دولار معرض شراء لويزيانا من قِبل الكونغرس في 28 يونيو/حزيران 1902، عندما وقع الرئيس ثيودور روزفلت على مشروع قانون المخصصات الذي تضمن مبلغًا إضافيًا قدره 5,000,000 دولار لدعم معرض شراء لويزيانا. سمح مشروع القانون المذكور بدفع 250 ألف قطعة ذهبية بقيمة دولار واحد إلى منظمي المعرض كجزء من المخصصات، بعد تقديمهم سندًا يؤكد استيفائهم لمتطلبات التشريع. لم يحدد مشروع القانون الصياغة أو التصميم الذي يوضع على العملات المعدنية، تاركًا ذلك لتقدير وزير الخزانة.

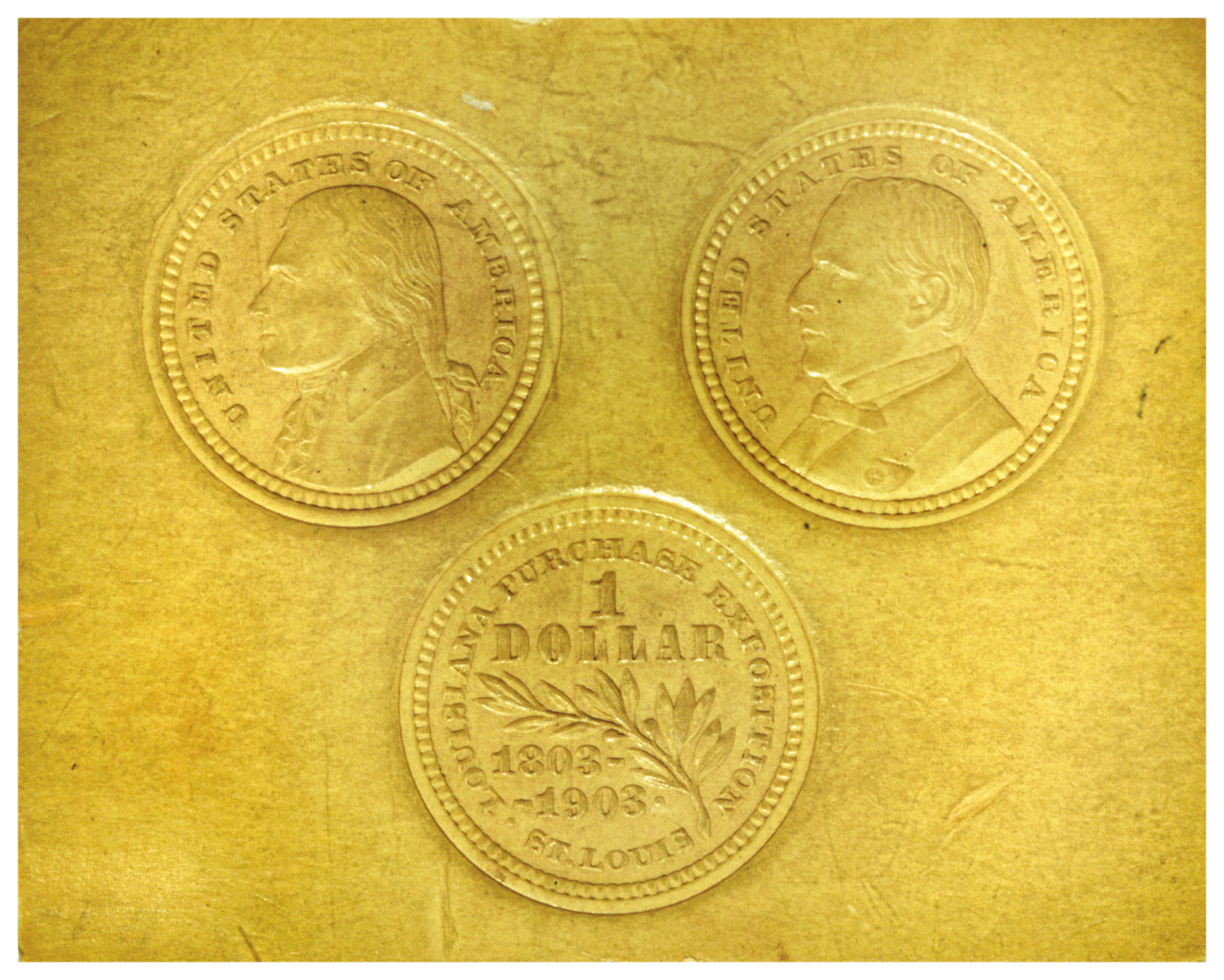
قوالب مطبوعة على ورق مقوى لنماذج من الدولارات الذهبية. يظهر على الوجه الآخر غصن الزيتون أكبر من غصن الزيتون الموجود على العملات المعدنية الصادرة.

اقترح أنتوني سوياتيك ووالتر برين، في موسوعتهما للعملات التذكارية، أن قرار وجود تصاميم متعددة كان "من خلال اتفاق غير مسجل". كان التشريع غامضًا بما يكفي للسماح بمثل هذا التفسير، حث عالم العملات فاران زيربي دار سك العملة على سك أكثر من نوع من العملات المعدنية، مشيرًا إلى أن المبيعات ستزداد إذا حصل ذلك. لم يكن زيربي جامعًا للعملات فحسب (شغل منصب رئيس الجمعية الأمريكية لعلم العملات من عام 1908 إلى عام 1910)، بل عمل أيضًا على الترويج لعلم العُملات من خلال معرضه المتنقل "أموال العالم". مشاركًا في توزيع العُملات التذكارية من نصف الدولار الكولومبي لعام 1892 إلى إصدار بنما والمحيط الهادئ لعام 1915، والموزع الوحيد لدولارات شراء لويزيانا.

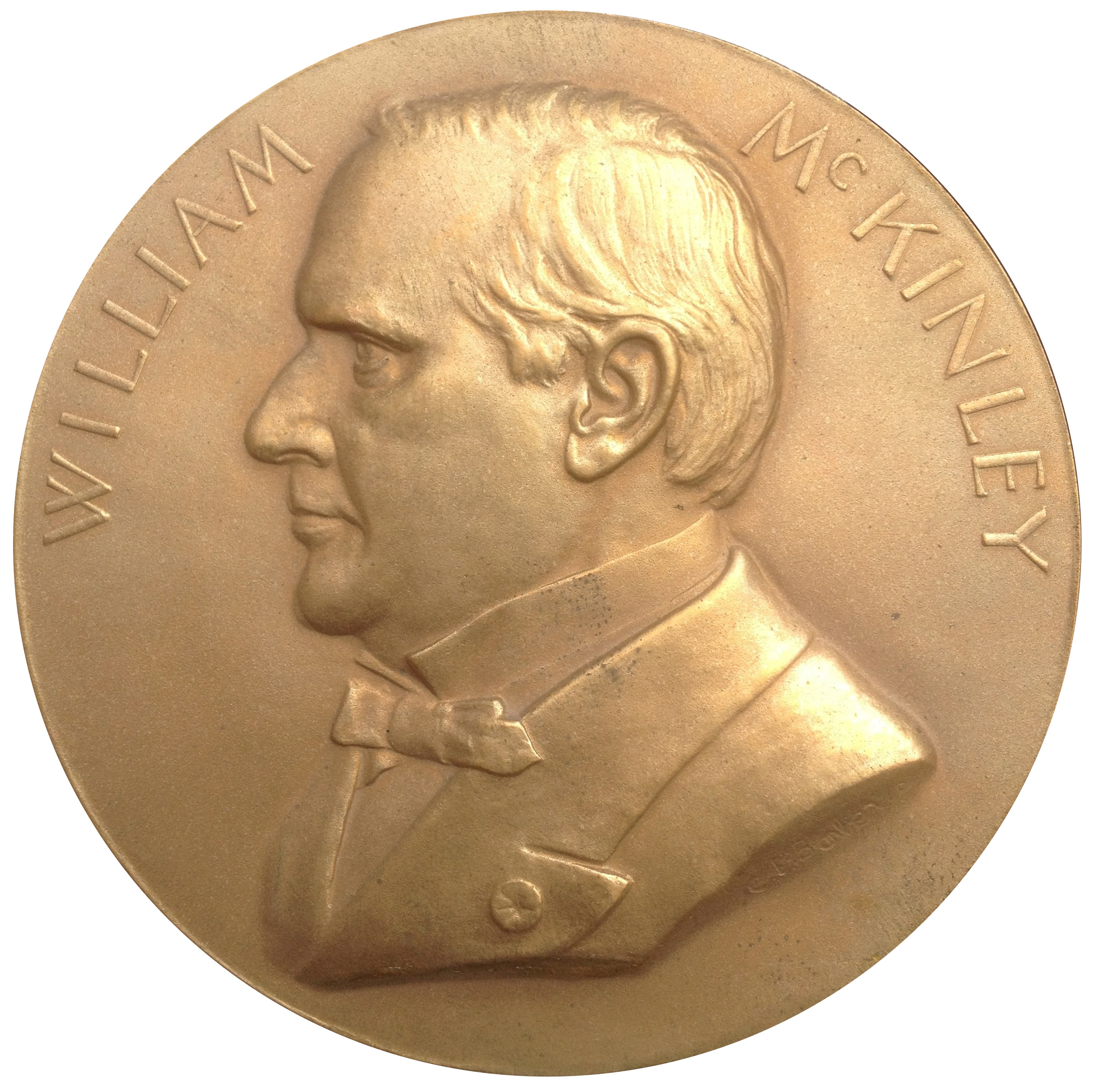
استخدمت ميدالية ماكينلي هذه التي صممها كبير النقاشين باربر كأساس لمجموعة ماكينلي المتنوعة من دولار معرض شراء لويزيانا.

في 12 أغسطس/آب 1902، كتب وزير الخزانة ليزلي م. شو إلى حاكم ولاية ميسوري السابق ديفيد ر. فرانسيس، أحد منظمي المعرض، مستفسرًا عن التصميم الذي يرغب مسؤولو المعرض في رؤيته على ظهر العملات المعدنية. على الرغم من أن رد فرانسيس غير موجود، قررت سلطات دار سك العملة في البداية أن يكون هناك غصن زيتون يحيط بالرقم "1". يبدو أن هذا لم يعجب مدير دار سك العملة، جورج إي. روبرتس، ففي الثاني من أكتوبر/تشرين الأول عام 1902، كتب إليه جون لانديس، المشرف على دار سك العملة في فيلادلفيا، مرفقًا معه طبعات من الورق المقوى للوجه الخلفي الأصلي والمنقح المقترح. كان التصميم الجديد يتضمن القيمة المحددة، وذكرت الرسالة أن التغييرات اجريت بناءً على اقتراح روبرتس. في 13 أكتوبر/تشرين الأول، ذهب باربر إلى واشنطن (حيث يقع مكتب المدير) للتشاور مع روبرتس حول التصميم. اعتبر روبرتس غصن الزيتون "واضحًا للغاية"، نظرًا لحجم العُملة المعدنية والكتابة، طلب تقليص حجم الغصن. يبدو أن هذا حصل. بحلول سبتمبر/أيلول 1902، كان العمل على قوالب الوجهين، تُظهر رؤوس ماكينلي وجيفرسون، كان يعمل عليها كبير النقاشين في دار سك العملة تشارلز إي. باربر، متقدمًا بشكل جيد.
في ديسمبر/كانون الأول 1902، ضربت دار سك العملة في فيلادلفيا 75,080 دولاراً ذهبياً. وأُرخت هذه العملات بتأريخ 1903، ما يشكل انتهاكًا لممارسات دار سك العملة المعتادة التي تقتضي كتابة تأريخ الضرب على العملة. لم يكن هذا أمراً غير مسبوق؛ إذ سُك دولار لافاييت المؤرخ عام 1900 في ديسمبر/كانون الأول عام 1899. ليس معروفًا أي دولار ذهبي سُك أولاً. في يناير/كانون الثاني 1903، سُك 175,178 قطعة إضافية؛ وخُصص الفائض من القطع النقدية المسموح بها والبالغ 258 قطعة للاختبار من قِبل لجنة التحليل السنوية. لا يوجد فرق بين تلك القطع التي سُكت في عام 1902 وتلك التي سُكت في عام 1903. أُرسلت خمسين ألف قطعة إلى خزانة سانت لويس الفرعية في 22 ديسمبر/كانون الثاني 1902، في انتظار امتثال اللجنة المنظمة لأجزاء أخرى من القانون، والأرجح أنها تتعلق بإرسال سند مطلوب.
سُكت أول 100 عينة من كل تصميم بلمسة نهائية تجريبية. وثُبتت هذه العملات على الورق المقوى مع شهادات العرض وتقديمها إلى المطلعين المفضلين ومسؤولي دار سك العملة؛ ولم تكن متاحة للعامة. وقع على الشهادات من قِبل المشرف لانديس، وراين آر. فريد، كبير صناع العملات في دار سك العملة في فيلادلفيا. وضعت العملة المعدنية داخل حامل به نافذة من ورق الشمع، وتأمينها في مكانها بخيط ثقيل مع ختم تلك الدار. هذه أول العملات الذهبية التذكارية التي سكتها الولايات المتحدة.

## تصميم

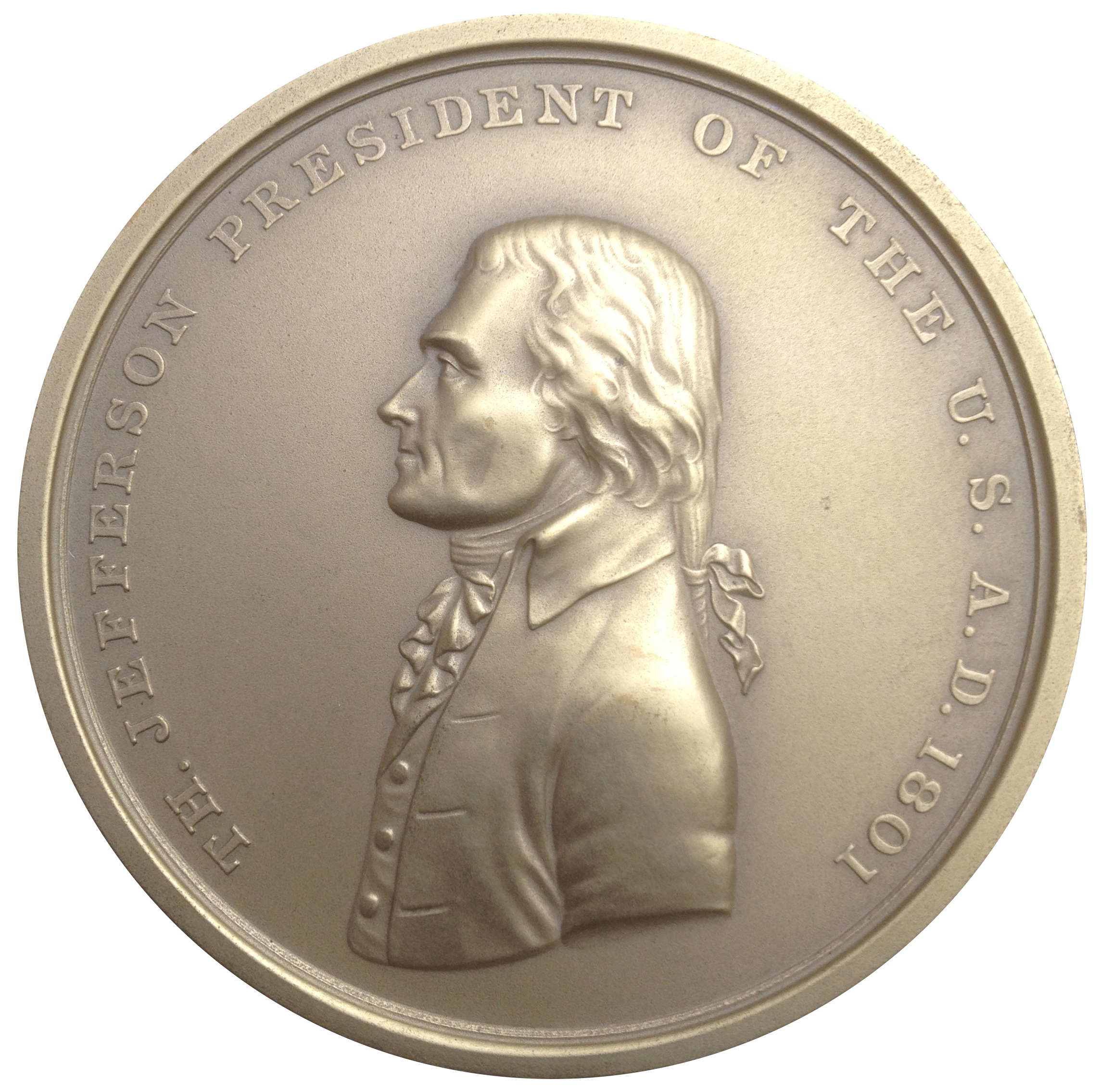
كانت ميدالية السلام الهندية التي منحها جون رايش لتوماس جيفرسون بمثابة الأساس للوجه الأمامي لعملة جيفرسون الخاصة بمعرض شراء لويزيانا.

أخذ باربر تصميم وجه جيفرسون من ميدالية السلام الهندية للرئيس السابق، أنشأها النقاش جون رايش، الذي استخدم تمثالًا نصفيًا لجان أنطوان هودون كنموذج له. صمم كبير النقاشين وجه ماكينلي على غرار تصميمه الخاص لميدالية الرئيس الراحل التي أصدرتها دار سك العملة. كانت ميدالية باربر مصنوعة من الحياة الواقعية؛ وكان ماكينلي يجلس خلفًا للنقاش الرئيسي. يحتوي الوجه الخلفي لكلا العملات المعدنية على الفئة ونقش تذكاري وغصن زيتون فوق تواريخ الذكرى السنوية.
اعتبر تاجر العُملات بي ماكس ميل أن هذا الإصدار "هو الأكثر جاذبية بين كل دولاراتنا الذهبية التذكارية". اختلف آخرون؛ فانتقد سوياتيك وبرين القطع، مشيرين إلى أن "ملامح وجه جيفرسون، التي رسمها تشارلز إي. باربر بشكل غير دقيق، اكتسبت تشابهًا مع نابليون بونابرت، الطرف الآخر في صفقة شراء لويزيانا". أشارا إلى أن ماكينلي كان معروفًا بربطة عنقه، ولاحظا أن "غصن الزيتون- إن كان المقصود هو غصن الزيتون-يشير إلى الاستحواذ على هذه المنطقة التي تبلغ مساحتها 828,000 ميل مربع بالوسائل السلمية". انتقد مؤرخ العملات دون تاكساي ميدالية رايش، قائلاً إنها "بالكاد أنيقة، مع انحناء جيفرسون بشكل غير سار في الدائرة كما لو كان وضعها هناك بروكروستس الحديث". لاحظ تاكساي أن تمثيل باربر لمكينلي لتلك الميدالية أثار إهانة "القاتل" من قِبل العدو القديم للنقاش الرئيسي، النحات أوغسطس سانت جودنز.

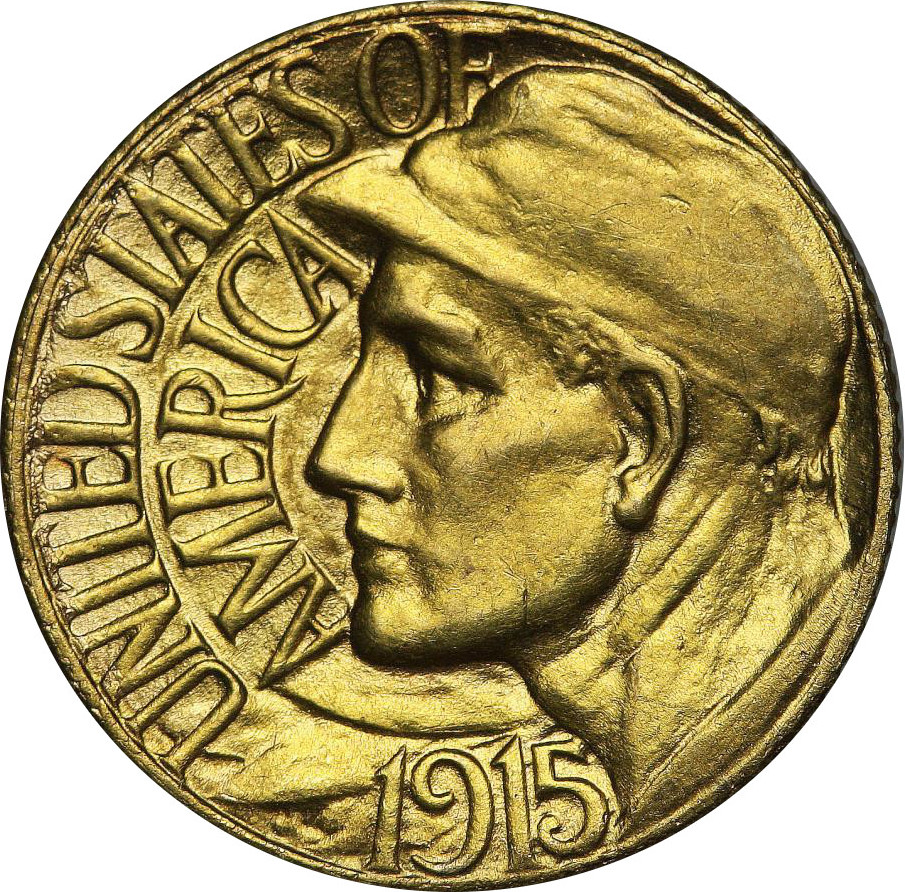
اعتبر مؤرخ الفن كورنيليوس فيرمويل أن الدولار الذهبي لبنما والمحيط الهادئ كان أكثر جمالاً من إصدار معرض شراء لويزيانا.

انتقد مؤرخ الفن كورنيليوس فيرمول دولار معرض لويزيانا بيرتشيس ودولار معرض لويس وكلارك الصادرين في عامي 1904 و1905: "إن عدم وجود بريق في هذه العملات، كما هو الحال في العديد من تصميمات باربر أو [مساعد النقاش جورج ت.] مورغان، ينبع من حقيقة أن الوجوه، الشعر، والستائر مسطحة والحروف صغيرة، مزدحمة، ومتساوية." لم يعتقد أن المشاكل التي رآها كانت بسبب صغر حجم الدولار، مشيرًا إلى أن الدولار الذهبي لإصدار بنما والمحيط الهادئ، من تصميم تشارلز كيك، أجمل بكثير. لاحظ فيرمويل أن الحسابات المعاصرة اعتبرت إصدار عام 1903 بمثابة ابتكار؛ ذكرت مقالة في عام 1904 في المجلة الأمريكية لعلم العملات أنها "تشير إلى رغبة شعبية في رحيل جديد عن أنواع ليبرتي الرتيبة إلى حد ما والتي ميزت عُملاتنا النقدية".... إذا كان من الممكن أن يظهر هذا الاتجاه على العملات المعدنية العادية، فسوف يعطي حماسًا جديدًا لهواة الجمع. بدءًا من عام 1909 مع سنت لينكولن، كانت دار السك تصور شخصًا حقيقيًا على العملات المعدنية المتداولة؛ سيصبح هذا أكثر شيوعًا مع ربع دولار واشنطن عام 1932.

## التوزيع والآثار والتحصيل

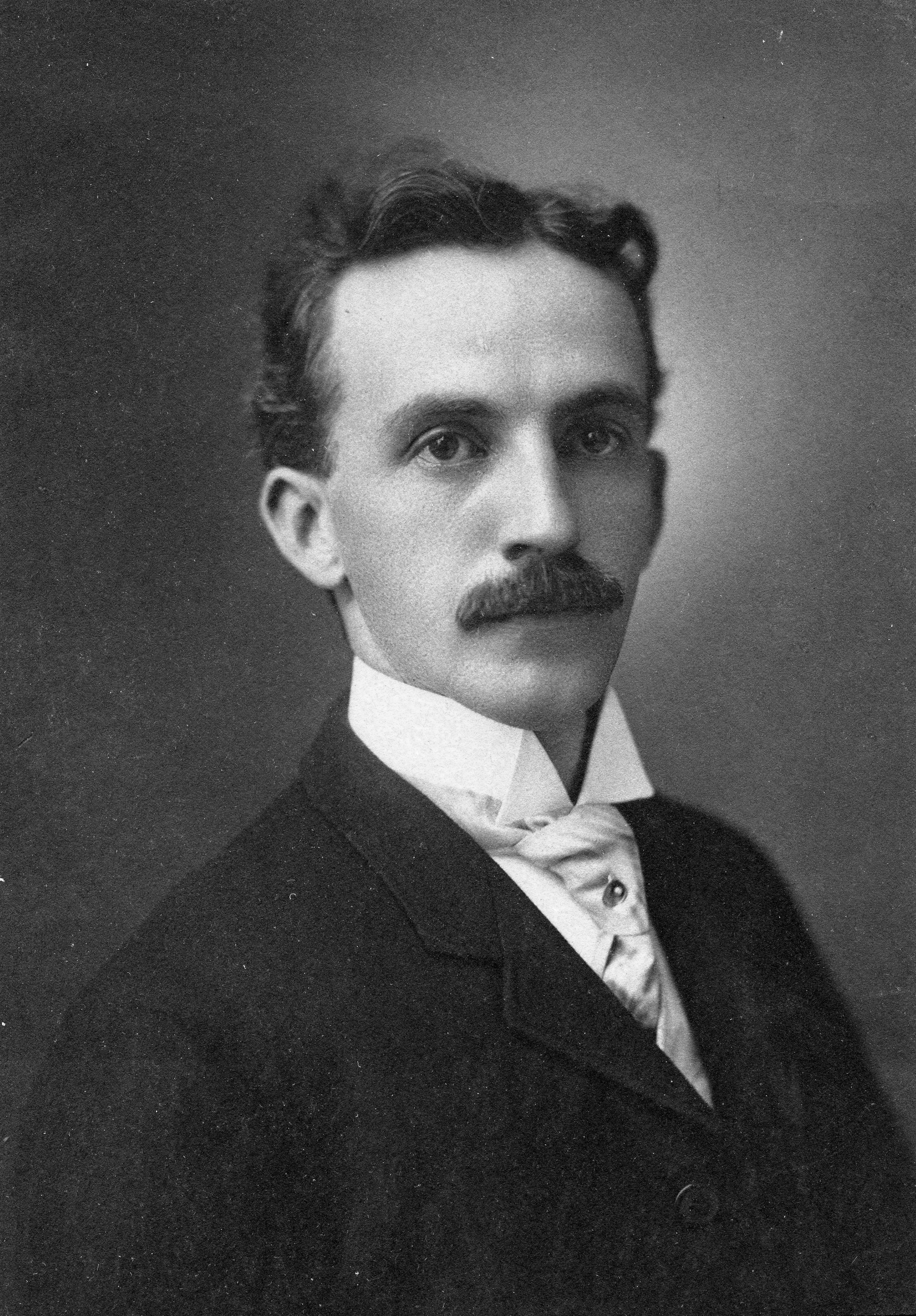
عالم العملات فاران زيربي

افتتح المعرض في سانت لويس في 30 أبريل/نيسان 1904، بعد عام واحد من الموعد المخطط له في الأصل. كان أحد أكبر المعارض العالمية في المنطقة، أقيم على 1,272 أكر (515 ها) في حديقة الغابة. كان 15 مبنى رئيسيًا ومجموعة من المعروضات الأصغر، ومن المشكوك فيه أن العديد من الحضور شاهدوا أكثر من جزء بسيط من المعالم السياحية- فرؤية كل شيء في المبنى الزراعي وحده تطلب المشي لمسافة 9 ميل (14 كـم). حضر المعرض عشرون مليون شخص، وهو ما ألهم الأغنية الشهيرة "قابلني في سانت لويس".
بيعت العملات المعدنية بمبلغ 3 دولارات لكل منها. كانت متوفرة في علبة، أو يمكن شراؤها مثبتة في الملاعق وأنواع مختلفة من المجوهرات. ثُبت بعضها باستخدام اللحام، مما أدى إلى إضعاف قيمتها النقدية الحالية؛ وبيع البعض الآخر مع حوامل لم تَلحق الضرر بالعملة. فكر زيربي في هذه الطرق المتنوعة لبيع العملة، كانت العديد من المبيعات في المعرض تباع بهذه الطريقة. لم تُفرض أي رسوم إضافية على هذه الزخارف.
روج زيربي أيضًا القطع النقدية بين مجتمع علماء العملات. على الرغم من أن سعر 3 دولارات لم يكن مرتفعًا وفقًا للمعايير اللاحقة، إلا أن القيمة الاسمية الثلاثية تُعتبر مفرطة من قِبل العديد من هواة جمع العملات، ولم تُباع العملات بشكل جيد. تضمنت جهود زيربي للترويج للقطع النقدية اقتراح أن تنتج الحكومة قطعة ذهبية بقيمة مليار دولار لعرضها في المعرض، وتنسيق المبيعات مع بائعي نسخ طبق الأصل عديمة القيمة تقريبًا من القطع الذهبية الصغيرة التي ضُربت بشكل خاص في كاليفورنيا في أيام الرواد، كان سعرها نصف سعر شراء عملة الدولار. تحدث توماس إل. إلدر، تاجر برز في ذلك الوقت، ضد زيربي، واصفًا إياه بأنه محتال كانت إعلاناته مضللة ويجلب العار على تجار العُملات.
وعد المنظمون، ومن بينهم زيربي، بدعم سعر الإصدار البالغ 3 دولارات ضد إمكانية انخفاض الأسعار في السوق الثانوية. انخفضت أسعار نصف الدولار الكولومبي ودولار لافاييت وظلت أقل من أسعار إصدارهما. بحلول نوفمبر/تشرين الثاني 1903، لم تُباع سوى حوالي 10000 قطعة ذهبية، بما في ذلك المبيعات لمنظمي المعرض وغيرهم من المهتمين به. وفقًا لخبير العملات كيو ديفيد باورز، فمن المرجح أن يكون رواد المعرض حصلوا على عدة آلاف من العملات المعدنية، ولكن الجزء الأكبر من التوزيع كان لتجار العملات وجامعيها. باع زيربي هذه العملات في معرضه للعملات المعدنية لسنوات بعد ذلك؛ ثم اشترى تاجر العملات بي ماكس ميل آلاف العملات من زيربي بأكثر من قيمتها الاسمية بقليل. بيعت في مبيعات البريد الخاصة بـ Mehl خلال عشرينيات القرن العشرين. على الرغم من الجهود التي بذلها زيربي التي اعتبرها باورز "حماسية أو حتى بطولية"، إلا أنه لم تُباع سوى حوالي 35000 قطعة للجمهور؛ وارجاع الـ 215000 قطعة المتبقية إلى دار سك العملة وصُهرت حوالي عام 1914. 
في عام 1938، لاحظ عالم العملات ديفيد إم. بولووا أن دار سك العملة لم تحتفظ بسجلات عن عدد العملات المصهورة من كل صنف، لكنه اعتقد أن حوالي 10% إضافية من إصدار ماكينلي بيعت. وبعد نصف قرن تقريبًا، أبدى باورز رأيًا معاكسًا؛ إذ ذكر أنه في تجربته وفي تقييم تقارير الخدمة، كانت عملة جيفرسون أكثر انتشارًا قليلًا. نشر سوياتيك في كتابه الصادر عام 2012 إحصائيات توضح عدد القطع التي فحصتها خدمات التصنيف النقدي، مما يشير إلى وجود دولارات جيفرسون أكثر من دولارات ماكينلي.
على الرغم من تصريح زيربي بدعم سعر إصدار العملات المعدنية عند 3 دولارات، إلا أنه لم يفعل ذلك وانخفض سعر الدولارات إلى حوالي 2 دولار بحلول أواخر عام 1905. وصل سعرها في السوق مرة أخرى إلى 3 دولارات بحلول عام 1915 تقريبًا، واستمر في الارتفاع بعد ذلك. تُدرج طبعة عام 2014 من كتاب RS Yeoman 's A Guide Book of United States Coins ( الكتاب الأحمر) كلًا من عملة جفرسون وماكنلي بأسعار تتراوح من 500 دولار في حالة غير متداولة تقريبًا (AU-50) إلى 2150 دولارًا في حالة MS-66 شبه نقية، على الرغم من أن عملة جفرسون أغلى في بعض الدرجات المتوسطة.
صرح زيربي في عام 1905 أنه "كان الرجل الوحيد الذي باع 50 ألف دولار بسعر 3 دولارات للقطعة الواحدة". في عام 1923، كتب في مقال أن دولارات شراء لويزيانا تُباع دائمًا بثلاثة دولارات أو أكثر "لسبب محدد وهو أن المسؤول عن بيعها كان يشعر بالتزام بحماية السعر تجاه كل مشترٍ". مع ذلك، لم يُعرّف نفسه بأنه "المسؤول عن بيعها".